# Estorninho-de-bali
Mainá-de-bali, mainato-de-bali ou estorninho-de-bali (Leucopsar rothschildi), também conhecido como mainá-de-rothschid é um mainá de médio porte (cerca de 25 cm) da família Sturnidae. Tem como característica ser totalmente branco com uma longa crista caída, ponta da cauda e asas pretas. A pele em volta dos olhos azul, pernas acinzentadas e bico amarelo. Os dois sexos são similares. É endêmico da ilha de Bali.